# Heteroxenotrichula
Heteroxenotrichula är ett släkte av bukhårsdjur som beskrevs av Wilke 1954. Heteroxenotrichula ingår i familjen Xenotrichulidae.
Kladogram enligt Catalogue of Life och Dyntaxa:
| Heteroxenotrichula | \| \| Heteroxenotrichula affinis \| \| \| \| \| \| Heteroxenotrichula arcassonensis \| \| \| \| \| \| Heteroxenotrichula flandrensis \| \| \| \| \| \| Heteroxenotrichula pygmaea \| \| \| \| \| \| Heteroxenotrichula squamosa \| \| \| \| \| \| Heteroxenotrichula subterranea \| \| \| \| \| \| Heteroxenotrichula texana \| \| \| \| \| \| Heteroxenotrichula transatlantica \| \| \| \| \| \| Heteroxenotrichula variocirrata \| \| \| \| |
|                    | \| \| Heteroxenotrichula affinis \| \| \| \| \| \| Heteroxenotrichula arcassonensis \| \| \| \| \| \| Heteroxenotrichula flandrensis \| \| \| \| \| \| Heteroxenotrichula pygmaea \| \| \| \| \| \| Heteroxenotrichula squamosa \| \| \| \| \| \| Heteroxenotrichula subterranea \| \| \| \| \| \| Heteroxenotrichula texana \| \| \| \| \| \| Heteroxenotrichula transatlantica \| \| \| \| \| \| Heteroxenotrichula variocirrata \| \| \| \| |
|                    | Draculiciteria |
|                    | |
|                    | Xenotrichula |
|                    | |
|                    | Heteroxenotrichula affinis |
|                    | |
|                    | Heteroxenotrichula arcassonensis |
|                    | |
|                    | Heteroxenotrichula flandrensis |
|                    | |
|                    | Heteroxenotrichula pygmaea |
|                    | |
|                    | Heteroxenotrichula squamosa |
|                    | |
|                    | Heteroxenotrichula subterranea |
|                    | |
|                    | Heteroxenotrichula texana |
|                    | |
|                    | Heteroxenotrichula transatlantica |
|                    | |
|                    | Heteroxenotrichula variocirrata |
|                    | |

|  | Heteroxenotrichula affinis        |
|  |                                   |
|  | Heteroxenotrichula arcassonensis  |
|  |                                   |
|  | Heteroxenotrichula flandrensis    |
|  |                                   |
|  | Heteroxenotrichula pygmaea        |
|  |                                   |
|  | Heteroxenotrichula squamosa       |
|  |                                   |
|  | Heteroxenotrichula subterranea    |
|  |                                   |
|  | Heteroxenotrichula texana         |
|  |                                   |
|  | Heteroxenotrichula transatlantica |
|  |                                   |
|  | Heteroxenotrichula variocirrata   |
|  |                                   |